# Ajgurka
L'Ajgurka (in russo Айгурка?) è un fiume della Russia europea meridionale, affluente di destra del Kalaus. Scorre nei rajon Turkmenskij, Apanasenkovskij e Ipatovskij del Territorio di Stavropol'.
La sorgente del fiume si trova nella periferia occidentale del villaggio di Malye Jagury. Scorre formando un grande anello, prima verso est, poi nord-est e infine nord-ovest. Sfocia nel Kalaus a 121 km dalla foce. La lunghezza del fiume è di 137 km. L'area del bacino idrografico è di 2 260 km². 
L'acqua nel corso superiore è dolce, dopo la confluenza con l'affluente Kazgulak è salata fino alla foce. Il fiume si prosciuga in diversi punti durante i mesi estivi.